# Trockizem
Trockizem je politična ideologija in veja marksizma, ki so jo razvili ukrajinsko-ruski revolucionar Lev Trocki ter nekateri drugi člani leve opozicije in Četrte internacionale. Trocki se je predstavil kot ortodoksni marksist, revolucionarni marksist in boljševiški leninist, pa tudi privrženec Karla Marxa, Friedricha Engelsa in 3L: Vladimir Lenin, Karl Liebknecht, Rosa Luxemburg. Podpiral je ustanovitev avantgardne stranke proletariata, proletarskega internacionalizma in diktature proletariata (v nasprotju z "diktaturo buržoazije", za katero marksisti trdijo, da opredeljuje kapitalizem), ki temelji na samoemancipaciji delavskega razreda in množični demokraciji. Trockisti so zelo kritični do stalinizma, saj nasprotujejo teoriji Josifa Stalina o socializmu v eni državi v prid Trockijevi teoriji permanentne revolucije. Trockisti kritizirajo tudi birokracijo in protidemokratično strujo, ki se je razvila v Sovjetski zvezi pod Stalinovim vodstvom.
Vladimir Lenin in Trocki sta si kljub ideološkim sporom osebno delala in sodelovala pred londonskim kongresom socialdemokratov leta 1903 in med prvo svetovno vojno. Lenin in Trocki sta si bila ideološko in osebno blizu med rusko revolucijo in po njej, trockisti in nekateri drugi pa Trockega imenujejo njegov "sovodja". Trocki je bil najpomembnejši vodja Rdeče armade neposredno po revolucionarnem obdobju. Trocki je sprva nasprotoval nekaterim vidikom leninizma, vendar je sčasoma ugotovil, da je enotnost med menjševiki in boljševiki nemogoča, in se pridružil boljševikom. Trocki je skupaj z Leninom igral vodilno vlogo v oktobrski revoluciji. Lenin je ob oceni Trockega zapisal: "Trocki je že zdavnaj dejal, da je združitev nemogoča. Trocki je to razumel in od takrat naprej ni bilo boljšega boljševika."
Leta 1927 so Trockega izključili iz sovjetske komunistične partije ter mu onemogočili sodelovanje v sovjetski politiki. Oktobra je bil Trocki po ukazu Stalina odstavljen z oblasti, hkrati pa je bil novembra izključen iz Vsezvezne komunistične partije (boljševikov). Nato je bil januarja 1928 izgnan v Alma-Ato (danes Almaty), preden so ga februarja 1929 dokončno izgnali iz Sovjetske zveze. Kot vodja Četrte internacionale je Trocki v izgnanstvu še naprej nasprotoval temu, kar je imenoval degenerirano delavstvo v Sovjetski zvezi. 20. avgusta 1940 je Trockega v Mexico Cityju napadel Ramón Mercader, agent sovjetske tajne policije NKVD, in naslednji dan je umrl v bolnišnici. Njegov umor je bil kmalu ugotovljen za politični atentat, ki ga je ukazal izvesti Stalin. Skoraj vsi trockisti znotraj Vsezvezne komunistične partije (boljševikov) so bili usmrčeni v veliki čistki 1937–1938, s čimer je bil dejansko odstranjen ves notranji vpliv Trockega v Sovjetski zvezi. Nikita Hruščov je takrat prišel na oblast kot vodja komunistične partije v Ukrajinski sovjetski socialistični republiki in je podpisoval sezname drugih trockistov, ki jih je bilo treba usmrtiti. Trocki in njegovi privrženci so bili še med vso Hruščevo vladavino od leta 1956 priznani kot sovražniki Sovjetske zveze.
Četrta internacionala Trockega je bila ustanovljena v francoski Tretji republiki leta 1938, ko so trockisti trdili, da je Kominterna ali Tretja internacionala postala nepovratno »izgubljena za stalinizem« in tako nesposobna voditi mednarodni delavski razred do politične oblasti. Običajno se člane trockizma imenuje "trockisti".